# Thirsty and Miserable
Thirsty and Miserable è il secondo EP del gruppo musicale doom metal statunitense Saint Vitus, pubblicato dall'etichetta discografica SST Records nel 1987.

## Il disco
Il disco venne dato alle stampe su disco in vinile da 12", a distanza di alcuni mesi dalla pubblicazione dell'album Born Too Late, e le tre tracce che lo compongono vennero inserite nella versione estesa dello stesso album, uscita in formato CD ad opera della SST Records.
La canzone da cui deriva il nome dell'EP è una cover della band hardcore punk Black Flag, all'epoca edita dalla stessa etichetta, da cui i Saint Vitus trassero ispirazione per i ritmi cadenzati (non nel caso del brano originale) e per la concezione dei testi relativi alla sensazione di isolamento e all'alcolismo, il titolo significa infatti assetato e miserabile.
Lo stile musicale, dalle ritmiche dilatate e dai riff pesanti alternati a passaggi melodici, e il tema della dipendenza (Thirsty and Miserable) vennero già presentati col precedente full-length, inoltre vennero affrontate anche le problematiche relative alla paranoia (Look Behind You) e all'inquinamento (The End of the End).

## Tracce
Lato A
Testi e musiche di Dave Chandler eccetto dove diversamente indicato.
1. The End of the End – 5:49

Lato B
1. Thirsty and Miserable – 3:54 – (cover dei Black Flag)
2. Look Behind You – 3:21

## Formazione
- Scott "Wino" Weinrich - voce
- Dave Chandler - chitarra
- Mark Adams - basso
- Armando Acosta - batteria

### Produzione
- Joe Carducci - produzione
- Saint Vitus - produzione
- Mike Lardie – ingegneria del suono
- Jim Mancuso – assistente all'ingegneria del suono